# 樅型駆逐艦
樅型駆逐艦（もみがたくちくかん）は、大日本帝国海軍の2等駆逐艦、同型艦21隻。

## 計画
大正6年度(1917年)成立の八四艦隊完成案により計画された中型駆逐艦(2等駆逐艦)。この案では18隻が建造され、続く大正7年度(1918年)成立の八六艦隊完成案で2等駆逐艦が16隻計画され、そのうち3隻が本型で残りは若竹型に移行した。
本型から1918年から建造が始まり、翌1919年末から1922年にかけて竣工した。藤永田造船所と石川島造船所が新たに駆逐艦建造に参加している。

## 艦型
設計は峯風型一等駆逐艦と平行して行われ、わずかに先行していた。峯風型の小型版という形で、船体形状などが峯風型と似ている。兵装は峯風型と比べて主砲が1門、魚雷発射管が1基(2門)少なく、また機関出力が小さくなって計画速力36ノット(峯風型は39ノット)としている。
桃型や楢型では凌波性が不十分で、本型は峯風型と同じ艦橋前にウェルデッキを設けた形になった。主砲3門は全て上甲板より1段上にあり、波の高い場合でも使用可能となった。また、二等駆逐艦で初めて53cm魚雷を搭載した。このほか、浮流式連係機雷（一号機雷）の敷設能力も有していた。後期建造艦では機銃や探照灯の装備位置が改正されている。
3基のボイラーは全て重油専焼になった。石炭燃焼艦では濃い煤煙によって発見される可能性が高くなり、重油専焼の方が夜戦などで有利だった。タービンは二等駆逐艦で初めてオールギアードタービンを搭載した。計画常備排水量は楢型と同じ850トン(英トン、以下同様)だったが、出力が21,500馬力(楢型は17,500馬力)となって計画速力は36ノット(楢型31.5ノット)に増大した。
基本計画番号は「樅」など8隻がF37、「菊」など5隻がF37A、「蔦」など8隻がF37B。
計画排水量は850トンだったが、実際には45トンほど超過していた。(後期の艦ほど改正で排水量が増した、とする文献もある。)排水量の増加は速力に影響があり、例えば1920年（大正9年）3月、佐多岬沖で実施された楡の公試成績では排水量893トン、軸馬力23,165shpにおいて速力34.35ノットを記録している。また、舵を切ったときに傾斜が大きく、復元力を増す必要もあった。次型の若竹型(基本計画番号F37C)では排水量を900トンにするなど、これらの点が計画から盛り込まれることになった。

### 主機械
タービン形式については、最初の8隻のうち「樅」を初めとする4隻はブラウン・カーチス式を搭載、「楡」を初めとする4隻はジョン・ブラウンとパーソンズの設計の両方を参考に、三菱が新たに設計した高圧衝動式、低圧反動式のタービンを搭載した。この背景には、日本海軍はタービン開発に熱意を持っていたが、ブラウン・カーチス式の製造権を持っていた川崎造船所は自力開発には消極的だった。そこで日本海軍は三菱にその図面を渡し、新設計のタービンが作られた。ブラウン・カーチス式が無事故で好成績を収めたのに対し三菱設計のタービンは故障が多く、結局、続く「菊」を初めとする7隻にはブラウン・カーチス式が搭載された。また、その後に続く本型最後の6隻にはヨーロッパのタービン・メーカー各社のものを搭載し、実艦での比較実験を行った。浦賀船渠製造の2隻にはキャメル・レアード社のパーソンズ式反動タービンを、藤永田造船所製造の2隻にはジョン・ブラウン社のブラウン・カーチス式を、石川島造船所製造の2隻にはエッシャーウィス社のツエリー(チェリー)式をそれぞれ搭載した。キャメル・レアード社(会社のあるイギリスは第一次世界大戦の最中だった)製のタービンは外観の仕上げは粗雑ながら内部の重要部品は精巧に作られてあり、実艦搭載の運転では良い成績を収めた。一方エッシャーウィス社は初めての船舶用タービンであって事故が続出する一方、その対策を行うことで日本のタービン技術向上にもなった。
結局各艦に搭載されたタービンの形式と製造会社は以下の様になった。
- ブラウン・カーチス式
  - 川崎造船所製 -  樅、榧、梨、竹、菊、葵、萩、薄、藤、蔦、葦
  - ジョン・ブラウン社製 - 蕨
  - ジョン・ブラウン社計画、川崎造船所製 - 蓼
- (三菱パーソンズ式[5])高圧インパルス・低圧リアクション式一段減速（三菱製）- 柿、楡、栗、栂
- パーソンズ式反動（キャメル・レアード社製） - 菱、蓮
- ツエリー式
  - エッシャーウィス社製 - 蓬
  - エッシャーウィス社計画、東京石川島造船所製 - 菫

## 運用
本型は合計21隻と多数が建造され、竣工後は第一艦隊(戦艦部隊)の直衛任務に長期間就いた。
太平洋戦争開戦時、多くは哨戒艇に転籍し、あるいは雑役船となって練習任務に就いていたが、駆逐艦籍に残っている艦もあった。哨戒艇、駆逐艦籍にある艦は船団護衛任務に活躍している。

## 同型艦
解説は起工、進水、竣工日 - その後（カッコ内は沈没場所）。斜体は、太平洋戦争開戦時に駆逐艦籍にあった艦。

### 樅（もみ）
1918年(大正7年)12月23日横須賀海軍工廠で起工、1919年(大正8年)6月10日午後3時15分進水、1919年12月27日竣工 - 1932年4月1日除籍。1936年訓練射撃用標的。

### 榧（かや）
1918年12月23日横須賀海軍工廠で起工、1919年6月10日午後3時34分進水、1920年(大正9年)3月28日竣工 - 1940年2月1日除籍。

### 楡（にれ）
1919年9月5日呉海軍工廠で起工、1919年12月22日午前10時進水、1920年3月31日竣工 - 1940年2月1日除籍。1940年10月15日、航海学校付属の練習船。1944年12月17日、楡 (橘型駆逐艦)との区別のため、第一泊浦（だいいちとまりうら）に改称。1945年7月11日、横須賀海兵団（横須賀突撃隊供用）所属の特攻母艦。戦後解体。

### 栗（くり）
1919年12月5日呉海軍工廠で起工、1920年3月19日午前9時39分進水、1920年4月30日竣工 - 掃海作業中の1945年10月8日釜山港で触雷沈没。1945年10月25日除籍。

### 梨（なし）
1918年12月2日川崎造船所で起工、1919年8月26日午前7時進水、12月10日竣工 - 1940年2月1日除籍。

### 竹（たけ）
1918年12月2日川崎造船所で起工、1919年8月26日午前7時30分進水、1919年12月25日竣工 - 1940年2月1日除籍。除籍後は舞鶴海兵団の練習船。1944年2月10日、機関学校附属の練習船。1948年解体、船体は秋田県秋田港防波堤となるが、1975年、港の外港展開とともに取り除かれた。

### 柹（かき）[48]
1919年2月27日浦賀船渠で起工、1919年10月20日午後2時30分進水、1920年8月2日竣工 - 1940年2月1日除籍。1940年10月15日、兵学校付属の練習船。1945年2月23日、柿 (橘型駆逐艦)との区別のため、大須（おおす）に改称。終戦直後の台風で座礁、解体。

### 栂（つが）
1919年3月5日石川島造船所で起工、1920年4月17日午後4時進水、7月20日竣工 - 1945年1月15日、高雄にて航空機の攻撃により戦没。

### 菊（きく）
1920年1月20日川崎造船所で起工、1920年10月13日午前7時進水、1920年12月10日竣工 - 1940年4月1日、哨戒艇に類別変更。第31号哨戒艇に改称。1944年3月30日、航空機の攻撃により戦没（パラオ西水道）。

### 葵（あおい）
1920年4月1日川崎造船所で起工、1920年11月9日午前7時進水、1920年12月20日竣工 - 1940年4月1日、哨戒艇に類別変更。第32号哨戒艇に改称。1941年12月22日、ウェーキ島上陸作戦で擱座、放棄。

### 萩（はぎ）
1920年2月28日浦賀船渠で起工、1920年10月29日午後4時30分進水、1921年4月20日竣工 - 1940年4月1日、哨戒艇に類別変更。第33号哨戒艇に改称。1941年12月22日、ウェーキ島上陸作戦で擱座、放棄。1942年1月10日除籍。

### 薄（すすき）
1920年5月3日東京石川島造船所で起工、1921年2月21日午後3時30分進水、1921年5月25日竣工 - 1940年4月1日、哨戒艇に類別変更。第34号哨戒艇に改称。1944年7月3日、トラック在泊中、空爆を受けて沈没。

### 藤（ふじ）
1919年12月6日藤永田造船所で起工、1920年11月27日午前8時30分進水、1921年5月31日竣工 - 1940年4月1日、哨戒艇に類別変更。第36号哨戒艇に改称。スラバヤで終戦。復員輸送中にインドネシア軍に奪取されたが後にオランダ軍が接収。

### 蔦（つた）

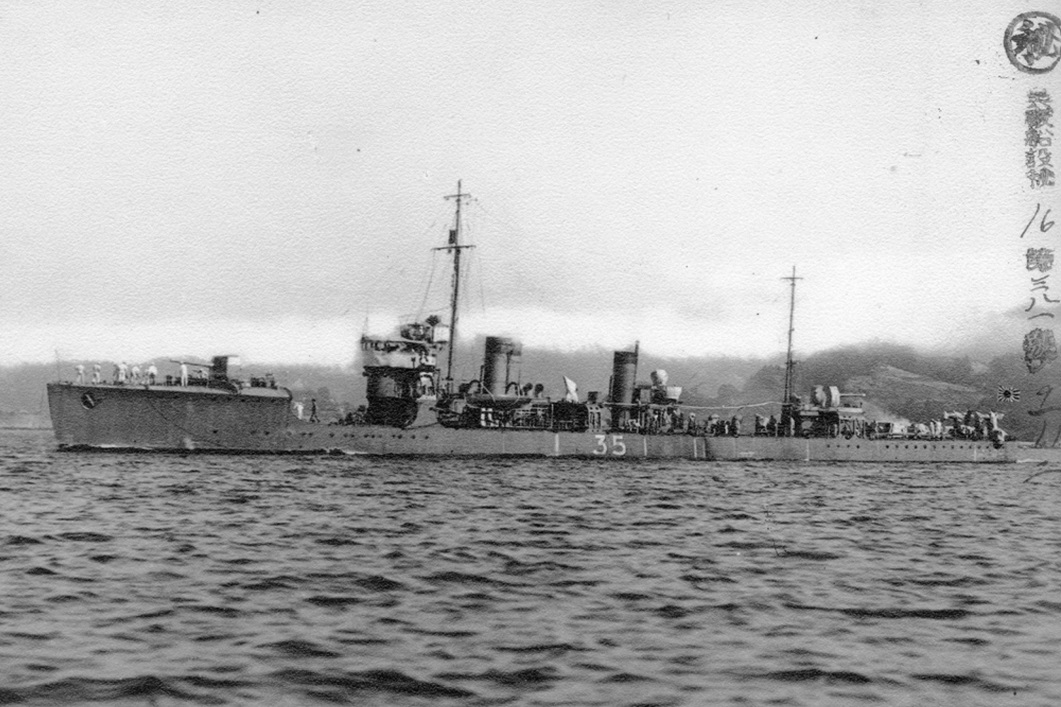
1940年、呉で撮影された第35号哨戒艇(旧「蔦」)

1920年10月16日川崎造船所で起工、1921年5月9日午前7時30分進水、1921年6月30日竣工 - 1940年4月1日、哨戒艇に類別変更。第35号哨戒艇に改称。1942年9月2日、航空機の攻撃により戦没（ビコリア島北東）。

### 葦（あし）

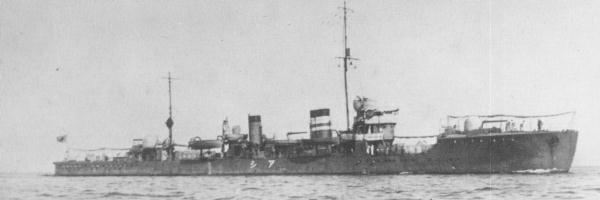
1929年から翌年の「葦」

1920年11月15日川崎造船所で起工、1921年9月3日午前7時30分進水、1921年10月29日竣工 - 1940年2月1日除籍。1927年の美保関事件において、軽巡洋艦那珂と衝突事故を起こしている。1940年10月15日、航海学校付属の練習船。1944年12月17日、葦 (橘型駆逐艦)との区別のため、第二泊浦（だいにとまりうら）に改称。1945年7月11日、横須賀海兵団（横須賀突撃隊供用）所属の特攻母艦となるが、後に東京湾第二海上堡塁に擱座。

### 菱（ひし）
1920年11月10日浦賀船渠で起工、1921年5月30日午前10時30分進水、1922年3月23日竣工 - 1940年4月1日、哨戒艇に類別変更。第37号哨戒艇に改称。1942年1月23日、米駆逐艦4隻と交戦沈没（バリックパパン）。1942年4月10日除籍。

### 蓮（はす）
1921年3月2日浦賀船渠で起工、1921年12月8日午前11時進水、1922年7月31日竣工 - 青島で終戦。戦後解体。船体は福井県四箇浦港の防波堤に利用された、とされるが異説有。詳細は同艦個別項目にて。

### 菫（すみれ）
1920年11月24日石川島造船所で起工、1921年12月14日午後3時30分進水、1923年3月31日竣工 - 1940年2月1日除籍。1940年11月15日、兵学校付属の練習船。1945年2月23日、菫 (橘型駆逐艦)との区別のため、三高（みたか）に改称。戦後解体。

### 蓬（よもぎ）
1921年2月26日石川島造船所で起工、1922年3月14日進水1922年8月19日竣工 - 1940年4月1日、哨戒艇に類別変更。第38号哨戒艇に改称。1944年11月25日、米潜アトゥルの雷撃により戦没（バシー海峡）。

### 蕨（わらび）
1920年10月12日藤永田造船所で起工、1921年9月28日午後5時30分進水、1921年12月19日竣工 - 1927年8月24日、神通と衝突沈没（島根県美保ヶ関沖、美保関事件）。

### 蓼（たで）

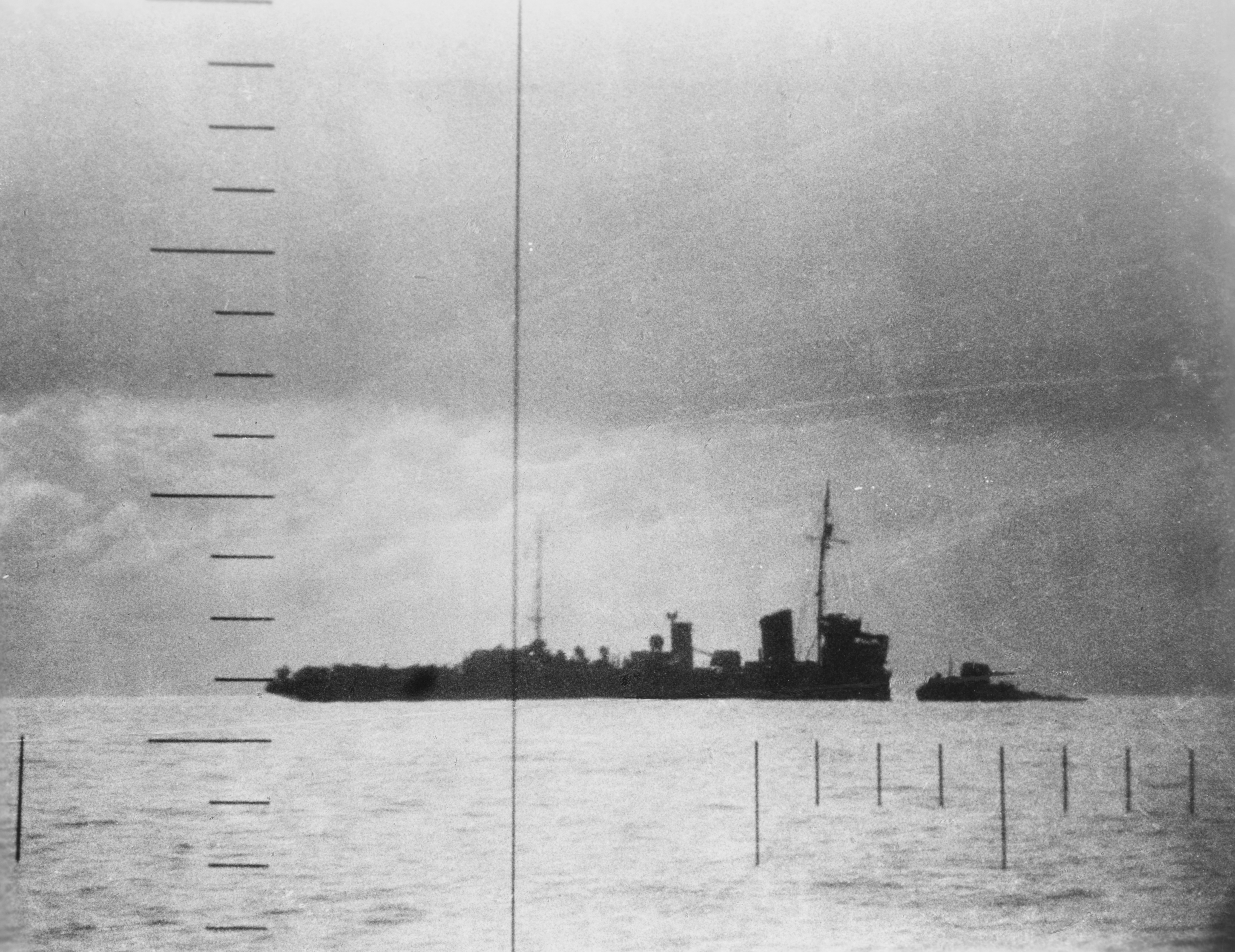
シーウルフから撮影された第39号哨戒艇(旧「蓼」)の最期(1943年4月23日)

1920年12月20日藤永田造船所で起工、1922年3月15日午前8時30分進水、1922年7月31日竣工 - 1940年4月1日、哨戒艇に類別変更。第39号哨戒艇に改称。1943年4月23日、米潜「シーウルフ」の雷撃により戦没（与那国島南方）。

## 駆逐隊の変遷
樅型駆逐艦は姉妹艦21隻からなるが、そのうち16隻はそれぞれ4隻ずつ駆逐隊を組んだ。菊・葵は江風型駆逐艦2隻からなる第十四駆逐隊に編入され、異例の2等級2種の混成駆逐隊となった。後期ロットの3隻は若竹型の若竹と共に駆逐隊を編成した。

### 第二十五駆逐隊
佐世保鎮守府籍の樅・榧・梨・竹で編成。神風型駆逐艦、春雨型駆逐艦からなる先代が大正8年4月1日に第二十九駆逐隊にスライドして以来の二代目の第二十五駆逐隊である。樅は主機の不調により昭和7年4月1日に除籍され、隊自体も昭和12年10月1日に解隊された。所属部隊と所属駆逐艦の変遷は以下のとおり。各艦の艦歴は各艦の項目を参照。
1920年（大正9年）12月1日:編成。第一艦隊第一水雷戦隊。
1923年（大正12年）12月1日:佐世保鎮守府予備艦。
1926年（大正15年）12月10日:第一艦隊第一水雷戦隊。
1927年（昭和2年）12月1日:佐世保鎮守府予備艦。
1932年（昭和7年）4月1日:樅除籍。
1937年（昭和12年）10月1日:解隊。榧、梨、竹は佐世保鎮守府予備艦となる。
（1940年（昭和15年）2月1日:榧、梨、竹除籍。）

### 第二十六駆逐隊
佐世保鎮守府籍の楡・栗・栂・柹で編成。白雲型駆逐艦からなる先代が大正7年12月10日に解隊されて以来の二代目の第二十六駆逐隊である。昭和9年11月15日に栗、栂は駆逐隊から離脱して第十一戦隊に編入。その2年後の昭和11年12月1日には隊自体も解隊され、楡、柹は第十一戦隊に編入された。所属部隊と所属駆逐艦の変遷は以下のとおり。各艦の艦歴は各艦の項目を参照。
1920年（大正9年）4月30日:楡、栗で編成。
1920年（大正9年）7月20日:竣工した栂を編入。
1920年（大正9年）8月2日:竣工した柹を編入。
1919年（大正8年）12月1日:第一艦隊第一水雷戦隊。
1923年（大正12年）12月1日:佐世保鎮守府予備艦。
1925年（大正14年）12月1日:第一艦隊第一水雷戦隊。
1928年（昭和3年）12月10日:馬公要港部予備艦。
1930年（昭和5年）12月15日:佐世保鎮守府予備艦。
1933年（昭和8年）11月15日:第三艦隊第十一戦隊。
1934年（昭和9年）11月15日:栗、栂、駆逐隊から離脱し第十一戦隊に編入。
1936年（昭和11年）12月1日:解隊。楡、柹は第十一戦隊に編入。
（1937年（昭和12年）12月1日:楡、柹、佐世保鎮守府予備艦となる。）
（1940年（昭和15年）2月1日:楡、柹除籍。）
（1937年（昭和12年）12月1日:栗、栂、第三艦隊ごと支那方面艦隊に編入。）
（1939年（昭和14年）11月15日:栗、栂、第十三戦隊に編入。）
（1940年（昭和15年）11月15日:栗、栂、上海方面特別根拠地隊に編入。）
（1945年（昭和20年）1月15日:栂戦没。3月10日除籍）
（1945年（昭和20年）10月8日:栗沈没。10月25日除籍）

### 第十五駆逐隊
呉鎮守府籍の萩・薄・藤・蔦で編成。桃型駆逐艦からなる先代が大正7年4月1日に第二十四駆逐隊にスライドして以来の四代目の第十五駆逐隊である。大正15年3月12日には大沽口事件で藤が軽微ながら損傷を受けている。昭和10年11月15日に萩が第十四駆逐隊に転出。薄・藤・蔦の哨戒艇改造のため昭和14年2月20日に解隊された。所属部隊と所属駆逐艦の変遷は以下のとおり。各艦の艦歴は各艦の項目を参照。
1921年（大正10年）6月1日:萩、薄、藤で編成。第一艦隊第一水雷戦隊。
1921年（大正10年）6月30日:竣工した蔦を編入。
1922年（大正11年）12月1日:呉鎮守府予備艦。
1923年（大正12年）12月1日:第一艦隊第一水雷戦隊。
1926年（大正15年）3月12日:大沽口事件で藤損傷。
1926年（大正15年）12月10日:呉鎮守府予備艦。
1927年（昭和2年）12月1日:第一艦隊第一水雷戦隊。
1930年（昭和5年）12月1日:呉鎮守府予備艦。
1935年（昭和10年）11月15日:萩が第十四駆逐隊に転出。
1937年（昭和12年）12月1日:支那方面艦隊第四艦隊。
1939年（昭和14年）2月20日:解隊。薄、藤、蔦は哨戒艇改造に着手。

### 第二十七駆逐隊→第三十四駆逐隊
佐世保鎮守府籍の葦・菱・菫・蕨で編成。春雨型駆逐艦、白雲型駆逐艦からなる先代が大正9年1月に呉鎮守府第十一駆逐隊に改称されて以来の二代目の第二十七駆逐隊である。昭和2年8月24日には美保関事件により蕨が沈没し、葦が大破する損害を受けている。昭和13年12月15日には舞鶴要港部に転出し、第三十四駆逐隊に改称された。菱・蓬・蓼の哨戒艇改造のため昭和14年11月15日に解隊された。所属部隊と所属駆逐艦の変遷は以下のとおり。各艦の艦歴は各艦の項目を参照。
1922年（大正11年）1月5日:葦、蕨で編成。
1922年（大正11年）3月23日:竣工した菱を編入。
1922年（大正11年）12月1日:第一艦隊第一水雷戦隊。
1923年（大正12年）3月31日:竣工した菫を編入。
1923年（大正12年）12月1日:佐世保鎮守府予備艦。
1925年（大正14年）12月1日:第一艦隊第一水雷戦隊。
1927年（昭和2年）8月24日:蕨、事故沈没。葦、事故により大破（美保関事件）。9月15日、蕨除籍。
1927年（昭和2年）8月26日:葦、修理のため駆逐隊より離脱。佐世保鎮守府予備艦。
1928年（昭和3年）3月:葦、修理完了し復帰。
1928年（昭和3年）12月10日:第一艦隊第一水雷戦隊。
1930年（昭和5年）12月1日:佐世保鎮守府予備艦。
1935年（昭和10年）11月15日:解隊された第二十八駆逐隊より蓬、蓼を編入。
1938年（昭和13年）12月15日:舞鶴要港部に転籍。第三十四駆逐隊に改称。舞鶴要港部予備艦。
1939年（昭和14年）11月15日:解隊。菱、蓬、蓼は哨戒艇改造に着手。菫、葦は舞鶴鎮守府予備艦となる。
（1940年（昭和15年）2月1日:菫、葦除籍。）

### 第二十八駆逐隊
佐世保鎮守府籍の蓮・蓬・蓼と若竹型の若竹で編成。昭和10年11月15日に解隊された。所属部隊と所属駆逐艦の変遷は以下のとおり。各艦の艦歴は各艦の項目を参照。
1922年（大正11年）8月7日:蓮、蓼で編成。
1922年（大正11年）8月19日:竣工した蓬を編入。
1922年（大正11年）9月30日:竣工した第二駆逐艦（若竹）を編入。
1922年（大正11年）12月1日:第一艦隊第一水雷戦隊。
1923年（大正12年）4月1日:第二駆逐艦（若竹）は呉鎮守府第十三駆逐隊に転出。
1923年（大正12年）12月1日:佐世保鎮守府予備艦。
1925年（大正14年）12月1日:第一艦隊第一水雷戦隊。
1927年（昭和2年）3月26日:第一遣外艦隊。
1927年（昭和2年）5月12日:佐世保鎮守府予備艦。
1928年（昭和3年）4月17日:第二遣外艦隊。
1928年（昭和3年）12月10日:舞鶴要港部部隊。
1929年（昭和4年）3月26日:第一遣外艦隊。
1930年（昭和5年）12月1日:鎮海要港部部隊。
1934年（昭和9年）11月15日:第三艦隊第五水雷戦隊。
1935年（昭和10年）11月15日:解隊。蓬、蓼は第二十七駆逐隊に、蓮は第十一戦隊にそれぞれ編入。
（1937年（昭和12年）12月1日:蓮、第三艦隊ごと支那方面艦隊に編入。）
（1939年（昭和14年）11月15日:蓮、第十三戦隊に編入。）
（1940年（昭和15年）11月15日:蓮、上海方面特別根拠地隊に編入。）
（1945年（昭和20年）10月25日:蓮除籍。）